# 이스트하트퍼드셔

이스트하트퍼드셔의 위치

이스트하트퍼드셔(영어: East Hertfordshire)는 잉글랜드 하트퍼드셔주에 위치한 비도시 자치구로 중심 도시는 비숍스스토트퍼드이며 인구는 143,021명(2014년 기준), 면적은 475.69km2이다.